# Soturac
Soturac (en francès Soturac) és un municipi francès situat al departament de l'Òlt i a la regió d'Occitània.
El municipi té Soturac com a capital administrativa, i també compta amb els agregats de lo Pompidon, Majas, Aglan, lo Pradal, lo Sotolh, la Ribièra, Gabèlla, Cavanhac, Bossac, Cobèrt, Fornòl i Torret.

## Demografia
| 1962                                       | 1968 | 1975 | 1982 | 1990 | 1999 | 2007 |
| ------------------------------------------ | ---- | ---- | ---- | ---- | ---- | ---- |
| 629                                        | 749  | 765  | 733  | 711  | 670  | 655  |
| Des de 1962: població sense dobles comptes |      |      |      |      |      |      |

## Administració
| Període | Identitat       | Partit |
| ------- | --------------- | ------ |
| 2001-   | Jacques Laymond |        |